# نزار الحلبي
نزار رشيد بن حسن الحلبي (مواليد 1952 في بيروت - وفيات 31 أغسطس 1995) أحد شيوخ الدين الإسلامي المعروفين في لبنان، عرف عنه كونه أشعري العقيدة وأحد أبرز تلاميذ الشيخ عبد الله الهرري المعروف بالحبشي.

## سيرته
ولد لأسرة بيروتية وتلقى دراسته الابتدائية في «مدرسة أبي بكر الصديق»، ثم في «ثانوية عمر بن الخطاب».
التحق بأزهر بيروت لينال الشهادة الأزهرية ثم توجه إلى القاهرة ليدرس بجامعة الأزهر ليتخرج من كلية الشريعة والقانون عام 1975.
كان من الداعمين والمؤيدين لنظام الأسد في سوريا وكثير السفر ألى دمشق
عاد إلى بيروت وتولى منصب الإمامة والخطابة في مسجد برج أبي حيدر بتكليف من المديرية العامة للأوقاف الإسلامية التابعة لدار الفتوى. وفي سنة 1983 تولى رئاسة جمعية المشاريع الخيرية الإسلامية وقد عمل مع إخوانه العاملين في الجمعية على تحديد الأهداف وبرامج العمل والانطلاق بها لتحقيق أهدافها النبيلة، وبناء المؤسسات التربوية والاجتماعية والصحية والإعلامية والكشفية والرياضية وغيرها. وكان مهتما بتربية الشباب والنشء الصاعد، والتحذير من مخاطر التطرف والغلو في الدين.

## وفاته
اغتيل في يوم الخميس في 31 آب 1995 على يد متطرفين يعتقد أنهم من جماعة عصبة الأنصار التي تعتبر أحد أذرع تنظيم القاعدة. سار في جنازته الآلاف، وبكاه اللبنانيون الذين عرفوا منهاجه وصفاته وأخلاقه.